# ویکتور مونیوز (بازیکن فوتبال، زاده ۲۰۰۳)
ویکتور مونیوز (انگلیسی: Víctor Muñoz؛ زادهٔ ۱۳ ژوئیهٔ ۲۰۰۳) بازیکن فوتبال اهل اسپانیا است که در حال حاضر برای باشگاه فوتبال رئال مادرید کاستیا در پست‌های هافبک و مهاجم بازی می‌کند.
از باشگاه‌هایی که در آن بازی کرده است می‌توان به باشگاه فوتبال رئال مادرید کاستیا اشاره کرد.

## دوران حرفه‌ای
مونیوز در سن چهارده‌سالگی به آکادمی جوانان تیم لالیگای بارسلونا پیوست؛ جایی که با بازیکن ملی‌پوش هلند خاوی سیمونز، بازیکن ملی‌پوش اسپانیا الخاندرو بالده و دیگر ملی‌پوش اسپانیایی فرمین لوپز هم‌بازی بود. در سال ۲۰۱۷، او به آکادمی جوانان دم پیوست.
چهار سال بعد، او به آکادمی جوانان تیم لالیگایی رئال مادرید پیوست؛ جایی که در رقابت‌های لیگ جوانان یوفا بازی کرد. پس از آن، در سال ۲۰۲۳ به تیم دوم باشگاه ارتقاء یافت. در طول فصل ۲۵–۲۰۲۴، او به‌عنوان یکی از بازیکنان ثابت آن‌ها شناخته شد. در تاریخ ۱۱ مه ۲۰۲۵، او نخستین بازی خود را در لالیگا انجام داد و به‌جای وینیسیوس جونیور در دیدار ال‌کلاسیکو مقابل بارسلونا به میدان آمد؛ دیداری که با شکست ۴–۳ خارج از خانه به پایان رسید.